# 코클로스페르뭄과
코클로스페르뭄과(cochlospermum科, 학명: Cochlospermaceae 코클로스페르마케아이[*])는 과거에 인정되었던 과이다. 아욱목에 속하는 속씨식물과의 하나로 2개 속에 20-25종의 나무와 관목으로 이루어져 있다. 전 세계 열대 지역에 널리 분포하지만, 신기하게도 말레이시아에는 자생하지 않는다. 이 과에 속한 종의 대부분은 건생 또는 중생식물로 주로 건조 기후 지역에서 자란다.
일부 전문가들은 코클로스페르뭄과를 빅사과의 이명의 하나로 취급하기도 한다. 예를 들어 APG II 분류 체계는 이 과를 아욱과에서 조건부로 분리하여 취급한다.